# 窒化ケイ素
窒化ケイ素（ちっかケイそ、silicon nitride）は、化学式 Si3N4 で表される無機化合物。非酸化物セラミックスの代表。シリコンナイトライド ともいう。

## 物理的性質
窒化ケイ素はα相、β相、γ相の多形が存在しており、α相とβ相が常圧相、γ相は高圧相である。材料開発の対象となるのは、α相とβ相がほとんどである。共有結合性セラミックスであるために、焼結性が悪いことから、常圧焼結で緻密な焼結体の製造が困難である。そのため、焼結助剤を添加した上でガス圧焼結炉で焼結することで焼結体の製造を行われるのがほとんどである。大半の窒化ケイ素セラミックスは、α-窒化ケイ素を原料として製造されている。焼結時のα相からβ相への相転移の際に、β相の柱状粒子が析出・成長し、異方的な材料組織を構築する。この異方的な材料組織を持つことから、他セラミックスと比較して、非常に優れた破壊靭性を持っている。また、規則的な結晶構造を持つため、高熱伝導材料としてのポテンシャルを秘めているが、焼結助剤により形成されるガラス相での熱の散乱や不純物の固溶によって、熱伝導率は20~90W/mk程度であるが、近年では、120W/mkの熱伝導率を持つ窒化ケイ素基板の開発が報告されている。

## 用途
優れた硬度、力学的特性からベアリング、タービンブレード、切削工具などに応用されている。